# 四本淑三
四本 淑三（よつもと としみ、1963年7月29日 -）は、日本のフリーライター。大分県別府市生まれ。多摩美術大学美術学部芸術学科中退。

## プロフィール
父の仕事の都合で九州、東京を経て北海道で育つ。幼少時からオルガンやピアノ、ギターを演奏。小学校低学年頃、ラジオの深夜放送で洋楽を聴き始める。中学より音楽活動を開始。
高校入学後、16歳で雑誌『rockin'on』に「ひまだったから」という理由で投稿した原稿が採用される。編集長・渋谷陽一が北海道を訪れた際に会い「毎月書いて欲しい」と言葉をかけ、誌面で「アル中の天才地下鉄高校生」と評した。1981年5月に行われた読者アンケートの人気ライター投票では、1位の渋谷と50票差で2位の支持を受け、新進気鋭の音楽ライターとして名を馳せた。
1984年『rockin'on』4月号「編集長への公開質問状」にて同誌を批判、翌5月号で渋谷も四本に向け公開返答を掲載。以後、同誌への寄稿・露出を徐々に減らし音楽ライターから退きつつ、イベントや映像の音楽制作のほか、マルチメディア、音響機材、PC、ソフト・プランニング、DTM、IT業界のライティングやコンテンツ企画に軸足を移した。
1990年代前半、美術・映像・音響ユニット『COUNCIL（大村益三、宮前正樹、丸岡秀樹、四本）』の音楽・音響メンバーとして、現代美術にアプローチした。
教育方面では、1992年度、総合電子専門学校コンピュータアート科でマルチメディア講師、1999年より2017年まで武蔵野美術大学造形学部デザイン情報学科非常勤講師として「エレクトロニクスメディア論」を担当。
2000年頃より音楽・動画ネット配信、VOCALOID、ボカロPに着目、シーンの裾野を丹念に取材。著名なミュージシャンでは平沢進、佐久間正英、冨田勲へのインタビューが注目を集めた。2017年より北海道移住後、マツダ・ロードスターRF、キャンプ、自転車などをメインにしたライフコラムを連載し人気を博したが、事情により2024年8月に終了。
2025年より橘川幸夫が立ち上げた雑誌でコラム連載中。

## 人物・エピソード
- 16歳当時、坂本正治によるイメージ・シンセサイザー作品に、写真と曲を提供した[8]。
- 高校時代に立ち上げたカセット・コンピレーション・マガジン『コマンダー・インフォメイション』を通販のみで販売し、vol.2（1982年12月時点）までに約1000人に販売した[9]。4号までリリース。
- ことぶき光とは、高校時代のバンド仲間[10]。
- ALLERGYのU子(久保優子)は高校時代のバンド活動での知り合い。
- 松村雄策のラストライブ動画撮影を担当[11]。
- 橘川幸夫の著書プロモーションビデオに、オリジナル4曲を提供[12][13][14][15]。
- 趣味はコーヒー豆焙煎、ウクレレ、自転車。
- 北海道日本ハムファイターズファン。

## 雑誌
- speak-ez（1984年 SPEAK-EZ）
- マガゾフ（2013年 マガゾフ）

## 共著
- これで決まり！ノートパソコンの選び方・使い方（JICC 1990年）ISBN 4-88063-936-2
- ノートパソコン100%（JICC 1991年）ISBN 4-7966-0255-0
- こだわる大人のiPod ワンランク上の使いこなし&グッズ（日経BP 2005年）ISBN 4-8222-2712-X

## 寄稿
- 人はなぜゲームするのか 藤井雅実＋澤野雅樹=編・著（洋泉社 1993年）ISBN 4-89691-117-2

## インタラクティブ
- RMN（フランス国立美術館連合）デジタル・アートセレクション・シリーズ

『レオナルド・ダ・ヴィンチ、ルネサンスの天才』（フジテレビジョン、インフォシティ 1995年）（財団法人マルチメディアソフト振興協会「マルチメディアグランプリ'95」教養・ドキュメンタリー作品賞）- 制作協力

## 音楽
- CIC（コマンダー・イン・チーフ）

『TUNELESS HARMONIZER』（自主制作 1981年） - ギター・シンセサイザー・リズムコンポーザー
- マグネティック・206

『コマンダー・インフォメーション準備号』（自主制作 1982年｜1978-1979年頃収録）
- Nasty Joke

『Nasty Joke』（自主制作 1983年）
『OCTOBER'84』コンピレーション（覚醒工房 1984年）
『物質の記憶』（覚醒工房）
- dip in the pool

『太陽のしっぽ - Rabo Del Sol』12inch（MOON RECORDS 1986年）「Again」-ギターシンセサイザー(ローランド GR-500)
『dip in the pool』（MOON RECORDS 1986年）「Again」
『Silence』（Rough Trade 1986年）「Again」
- DS Lite Orchestra

「Cicadas」（2008年）- KORG DS-10、DS Lite
- Toshimi Yotsumoto

『Toystrumental 2』コンピレーション（BEEP TUNE 2009年）「つまんで外すと」- KORG DS-10、DS Lite
- PEVO

『Prototyper』（Pullmozile 2014年）- 2ndギター
『スポット破壊指令』（Pullmozile 2014年）- 2ndギター
- nakaitoshifumi

『monogrammed』（2018年）ボーナストラック「offset」（2015年収録） - ギター

## インスタレーション
- COUNCIL

さまざまな眼 39（1991年7月4日～23日、かわさきIBM市民文化ギャラリー）
Who are you?（1991年12月6日～25日、KPOキリンプラザ大阪）
全日本画材協議会見本市（1992年2月8・9日、東京都立産業貿易センター 浜松町館）
INSTALLATION AGE 空間と視覚（1992年6月11日～23日、東京都写真美術館）

## 主な連載
雑誌
- Internet Access（アスキー）

「80分間世界一周」（1995年8月号 - 1996年4月号）
- Internetworking（アスキー）

「80分間世界一周」（1996年5月号 - 1997年9月号）
- ハイパープレイステーション（ソニー・マガジンズ）

「ゲーム修羅の道」（1998年9月号 - 1999年8月号）企画制作
- UNIX MAGAZINE（アスキー・メディアワークス）

「MP3でサウンド天国」（1999年7月号 - 1999年10月号）
「Let's Play with UNIX」（2000年5月号 - 2003年1月号）
「My Life With...」（2005年5月号 - 2006年4月号）
- キーボード・マガジン（リットーミュージック）

四本淑三の「シンセ漫遊記」（2014年7月号 SUMMER - 2015年4月号 SPRING）
- イコール（デジタルメディア研究所）

「靈界通信」（2025年1月 - ）
Web
- ゲーム修羅の道 真実の記録（1998年 - 1999年 ハイパーオンライン）
- bounce TOWER RECORDS ONLINE

デジタルミュージックガイド 第6回～第10回（2003年）
- つなげ！オンガク配電盤（2008年8月13日 - 2008年12月14日 ASCII.jp）
- 四本淑三の「テレビを捨てよ、動画サイトを観よう」（2009年4月21日 - 2009年8月23日 ASCII.jp）
- 四本淑三の「ミュージック・ギークス！」（2009年9月13日 - 2017年4月29日 ASCII.jp）
- 四本淑三のダイエット・ギークス（2014年6月15日 - 2015年7月26日 ASCII.jp）
- 週刊キツカワ（2016年11月19日 - 2017年1月14日 ASCII.jp）
- 新車を買った情報2019（2018年12月29日 - 2019年12月29日 ASCII.jp）
- 新車を買った情報2020（2020年1月25日 - 2020年12月19日 ASCII.jp）
- 新車を買った情報2021（2021年1月16日 - 2021年12月26日 ASCII.jp）
- 四本淑三の「ガレージ・ギークス！」（2021年3月13日 - 2021年6月19日 ASCII.jp）
- 新車を買った情報2022（2022年1月17日 - 2022年12月18日 ASCII.jp）
- 新車を買った情報2023（2023年1月21日 - 2023年12月03日 ASCII.jp）
- 新車を買った情報2024（2024年1月14日 - 2024年8月31日 ASCII.jp）